# 近畿日本ツーリスト個人旅行販売
近畿日本ツーリスト個人旅行販売株式会社（きんきにほんツーリストこじんりょこうはんばい）は、かつて存在した日本の旅行会社。東京都墨田区に本社を置き、近畿日本ツーリストグループの一社であった。2014年10月に親会社の近畿日本ツーリスト個人旅行株式会社に吸収合併された。

## 概要
1978年9月、近畿日本ツーリスト（初代法人。現・KNT-CTホールディングス）の海外添乗業務を受託する目的で、株式会社ツーリストサービスとして設立。その後、旅行業務受託と並行して商業施設などを中心に、個人向け店頭販売の旅行会社として軽装備な店舗を展開してきた。
2008年1月に近畿日本ツーリスト（初代）が個人旅行部門を商品企画に特化するのに伴い、同社各支店の店頭販売部門をツーリストサービスに営業譲渡した。またツーリストサービスは物品販売事業を近畿日本ツーリストに譲渡した。これにより、近畿日本ツーリストグループにおける店頭販売専門の旅行会社になり、社名を株式会社KNTツーリストに変更する。
また同時期に埼玉県の丸広百貨店の旅行事業を譲り受けている。
その後、北海道、東北、中国・四国、九州の店舗を、それらの地域会社に移管したため、営業エリアは関東甲信越・中部・関西地区となった。
近畿日本ツーリストの事業再編に伴い、2013年1月1日付で社名が近畿日本ツーリスト個人旅行販売株式会社に変更された。また親会社が近畿日本ツーリスト個人旅行株式会社に変わった。

## 沿革
- 1978年（昭和53年）9月1日 - 株式会社ツーリストサービスとして設立。
- 1998年（平成10年）7月29日 - 旅行業務受託事業部門を分離し、ツーリストエキスパーツを設立。
- 2008年（平成20年）1月1日
  - ツーリストサービスの旅行販売部門と近畿日本ツーリスト（初代・旧会社）の店頭部門を統合し、株式会社KNTツーリストに商号変更。
  - 丸広百貨店から旅行事業を譲り受ける。
- 2012年（平成24年）
  - 1月1日 - 北海道、東北、中国・四国、九州の店舗を、それぞれの地域会社に移管。
  - 1月30日 - 本社を東京近鉄ビル（秋葉原〈千代田区神田松永町〉）から錦糸町マークビル（墨田区江東橋）に移転。
- 2013年（平成25年）1月1日 - 商号を近畿日本ツーリスト個人旅行販売株式会社に変更。
- 2014年（平成26年）10月1日 - 親会社の近畿日本ツーリスト個人旅行株式会社に吸収合併され、解散。

## 主な系列会社
- 近畿日本ツーリスト株式会社（2代法人。旧・KNT団体株式会社）
- 近畿日本ツーリスト個人旅行株式会社（親会社。旧・KNT個人株式会社）
- 株式会社近畿日本ツーリスト北海道
- 株式会社近畿日本ツーリスト東北
- 株式会社近畿日本ツーリスト中国四国
- 株式会社近畿日本ツーリスト九州
- 株式会社近畿日本ツーリスト沖縄
- 株式会社近畿日本ツーリスト神奈川（旧・相鉄観光株式会社）
- クラブツーリズム株式会社